# Telejornal (RTP)
O Telejornal é o telejornal de horário nobre da RTP que vai para o ar todos os dias às 20h UTC+0. É apresentado alternadamente, durante a semana, por José Rodrigues dos Santos e João Adelino Faria. Ao fim de semana, é apresentado por Ana Lourenço. É emitido em simultâneo na RTP1, RTP Internacional e RTP África.

## História

### Primeiros anos

Gomes Ferreira, locutor da RTP, a apresentar o Telejornal.

A RTP, desde o início das suas emissões regulares em 1957, emitia breves programas informativos (maioritariamente de propaganda ao regime da altura). Estes programas, porém, não eram diários. A 1 de junho de 1959, estes programas informativos fundiram-se no Jornal RTP que, a 19 de outubro desse ano, deu origem ao Telejornal, ainda hoje em exibição. Começou por ter duas edições diárias (no início e no final da emissão), passando para três em 1961 (18h45, 21h30 e 23h50), chegando às cinco aos domingos, entre 1969 e 1974 (às 12h30, 15h, 19h30, 21h30 e 23h55). Acabaria por ser reduzida a uma em 1978.
As primeiras duas edições, emitidas, respetivamente, às 20h30 e às 23h05, foram apresentadas por Mário Pires e Alberto Lopes, com Fialho Gouveia e Manuel Caetano a servirem como locutores em off. A primeira notícias cobriu as eleições administrativas para vogais das Juntas de Freguesias.
A apresentação começou por ser confiada a jornalistas profissionais, como os supracitados Mário Pires e Alberto Lopes. No entanto, a aposta não se revelou bem-sucedida, tendo sido substituídos pelos locutores de serviço até então, como Gomes Ferreira, Fialho Gouveia, Manuel Caetano, entre outros.
Esta época foi marcada sobretudo, por cortes editoriais, em que, por um lado, era adotada uma estratégia de auto-censura nas notícias para não confrontar o regime do Estado Novo e, por outro lado, os censores estavam encarregados de controlarem a informação transmitida. Da mesma forma, mas menos recorrente, haviam problemas técnicos.
Uma das características que diferenciavam o Telejornal dos seus antecessores eram a realização de entrevistas, tanto em estúdio, como no exterior, e a possibilidade de inserir notícias de última hora, se bem que eram raras e só justificáveis em "casos especiais autorizados superiormente", comunicados através do telefone de serviço, posicionado na mesa do locutor.

### Anos 60
Durante as décadas de 1960 e 1970, foi apresentado por José Fialho Gouveia, Gomes Ferreira, Henrique Mendes, Fernando Balsinha, Maria Elisa Domingues, Adriano Cerqueira, Carlos Blanco, Raul Durão, José Eduardo Moniz, Carlos Pinto Coelho, Isabel Wolmar e José Côrte-Real, muitos deles vindos das rádios Antena 1 e Antena 2.
Nesta época, várias notícias foram cobertas, como a visita do então Presidente dos Estados Unidos Dwight Eisenhower, em 1960. o assalto ao paquete Santa Maria, em 1961, a Guerra Colonial, a Revolta de Beja, de 1961 para 1962, o Concílio Vaticano II, os assassinatos de John F. Kennedy, em 1963, e de Humberto Delgado, em 1965, a Guerra dos Seis Dias, o Maio de 68, a queda de Salazar, e a chegada do homem à Lua, em 1969. A Guerra Colonial envolveu a mobilização de vários meios que cobriram os combates, mas cujas imagens mais violentas não eram exibidas. A Guerra dos Seis Dias envolveu a cobertura dos eventos a partir dos locais do conflito, via Eurovisão.
Durante o ano de 1961, começaram a ser emitidas rubricas fixas no final do Telejornal, onde se incluíam “Efeméride”, “Entrevista do Dia”, “Jornal da Mulher” (a cargo de Maria Emília Mota da Costa), “Reportagem”, “A Figura do Dia”, mas a prática viria a ser abandonada por falta de meios. Nesse mesmo ano, a 1 de novembro, surge o primeiro serviço de meteorologia, inicialmente apresentado pelo locutor do Telejornal, substituído no ano seguinte por técnicos do Serviço Meteorológico Nacional, atual Instituto Português do Mar e da Atmosfera, cujos mapas eram desenhados a giz, antes da exibição da primeira edição do Telejornal. Um dos mais famosos meteorologistas incluía Anthímio de Azevedo, que se juntou à equipa em 1964.

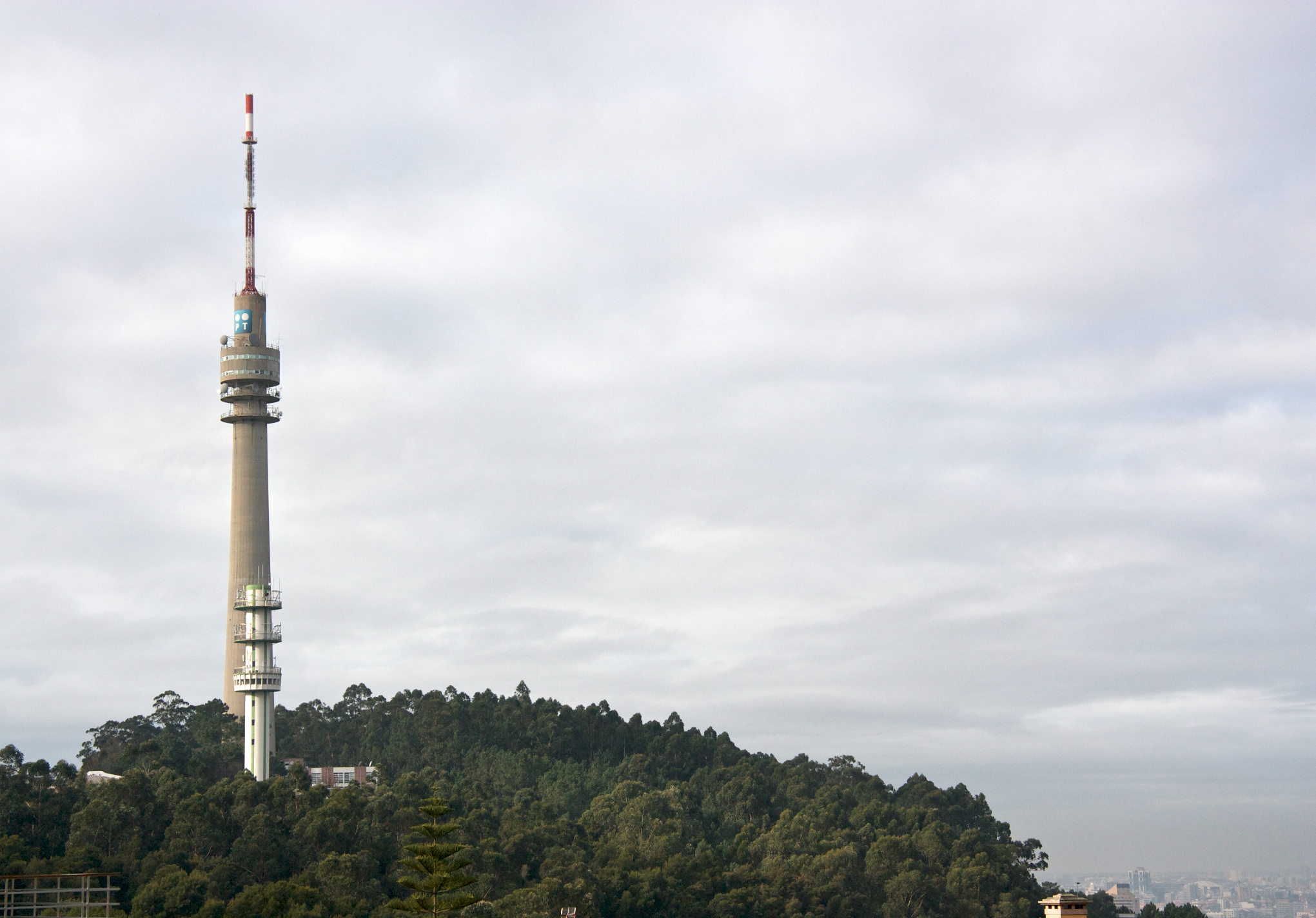
Antena da RTP, no Monte da Virgem, em Vila Nova de Gaia.

Em 1963, o Telejornal foi emitido, pela primeira vez, a partir dos estúdios do Monte da Virgem, e em 1964 Adriano Parreira tornou-se colaborar do Telejornal e o primeiro angolano a apresentar o noticiário.
Com o início das emissões da RTP2, a 25 de dezembro de 1968, o Telejornal começou a ser emitido em simultâneo ou em diferido, também, no segundo canal. Só com o surgimento do Informação 2, em 1978, é que o Telejornal deixou de ser emitido em simultâneo. No entanto, durante o mês de outubro de 1980, voltaria a ser emitido, em diferido, após a chegada de Daniel Proença de Carvalho e a suspensão do Informação 2.
No final da década, começaram a aparecer as primeiras mulheres a apresentarem o Telejornal, como Maria Fernanda, Isabel Wolmar e Manuela Paulino.

### Primavera Marcelista
A queda de Salazar e a subida ao poder de Marcello Caetano criam expetativa em relação ao relaxamento da censura. No entanto, esta continua, muito devido à intervenção direta do Presidente da RTP Ramiro Valadão nos alinhamentos (o que provocava conflitos com o diretor do Telejornal José Mensurado), e à emissão de notícias muitas vezes relacionadas com visitas oficiais do então Presidente da República Portuguesa Américo Tomás, para além da intervenção de membros do Governo, nomeadamente o secretário de Estado da Informação Moreira Baptista, que, por várias vezes, era responsável por comentar as notícias na abertura do Telejornal.
Os anos seguintes são caracterizados por notícias como: a morte de Salazar, os Jogos Olímpicos de Munique de 1972, e o golpe de estado do Chile de 1973.
No âmbito da estrutura do Telejornal, este é alargado ao período da tarde, com uma edição às 13h45, e foi criado um desdobramento intitulado Telejornal Regional do Norte, emitido antes da edição das 19h30 do Telejornal nacional, suspenso após o 25 de abril. Este espaço era apresentado, alternadamente, por Manuela de Melo e António Vidal, e Fátima Torres e José Melo. Para além disso, o filme começou a ser substituído gradualmente pelo vídeo para a exibição de notícias.

### 25 de abril e período revolucionário

Junta de Salvação Nacional, em direto do Telejornal, na madrugada do dia 26 de abril de 1974.

No dia 25 de abril de 1974, foi emitido aquele que é considerado um dos mais importantes telejornais da história da televisão em Portugal, apresentado por Fernando Balsinha e Fialho Gouveia, que cobriu os acontecimentos da Revolução dos Cravos.
A emissão do Telejornal desse dia estava prevista ir para o ar às 13h45, durante o período da hora de almoço. No entanto, apenas às 18h41 é que a emissão vai para o ar, com Fernando Balsinha e Fialho Gouveia a lerem comunicados do Movimento das Forças Armadas. A programação normal continuou a ser emitida, apesar de ser interrompida sempre que oportuno durante as horas seguintes, atualizando a situação política do país e mostrando, pela primeira vez, as imagens do Movimento das Forças Armadas no Quartel do Carmo, e nos estúdios do Lumiar e do Monte da Virgem, para além das capas dos jornais nacionais e telegramas das agências internacionais, a cobrirem o acontecimento.
A emissão desse dia acabou por volta da 1h30 do dia 26, com a apresentação e proclamação da Junta de Salvação Nacional, feita por Fialho Gouveia.
Durante os meses seguintes, o Telejornal passou a ocupar um lugar privilegiado na programação, cobrindo eventos como o primeiro Primeiro de Maio em liberdade, e todo o ambiente revolucionário do ponto de vista da população, denunciando situações de pobreza e de degradação habitacional. Nessa altura, a duração é alargada, chegando a ter duas horas de emissão.
Desta forma, torna-se no principal espaço informativo da televisão, atualizando o país sobre os eventos como a renúncia de António de Spínola e o 11 de março de 1975. Foi, também, no Telejornal apresentado por António Santos, que foram emitidas as últimas imagens do chamado PREC, quando o capitão Duran Clemente, segundo-comandante da Escola Prática de Administração Militar, apareceu na antena da RTP1 para explicar a situação do controlo das antenas de emissão da RTP pelos comandos. As "questões técnicas" que presidiram à queda da emissão e a sua substituição pela exibição de um filme de Danny Kaye simbolizaram o fim da tensão política que culminou na crise de 25 de Novembro de 1975. Nos dois dias seguintes à crise, a RTP passou a transmitir através dos estúdios do Porto.

### Período democrático
As coberturas das eleições constituintes de 1975 e das eleições legislativas, presidenciais e autárquicas de 1976, testaram, com sucesso, as capacidades técnicas da RTP, mas também a necessidade de serem disponibilizados mais meios. Desta forma, foi inaugurado um novo estúdio no Lumiar, o estúdio 4. 
A partir desta época, a figura dos locutores passou a ser substituído pelo pivot, ou seja, por jornalistas profissionais que redigiam as notícias. Nessa altura, começam a aparecer figuras como Henrique Garcia, Raul Durão, Maria Elisa Domingues, Carlos Pinto Coelho, José Eduardo Moniz, entre outros.
A 16 de outubro de 1978, com a reformulação da RTP2 (na altura chamado II Programa), a RTP1 sofreu uma reestruturação, alterando, o nome do Telejornal para Jornal RTP-1, tendo voltado para o seu nome original a 15 de outubro de 1979.

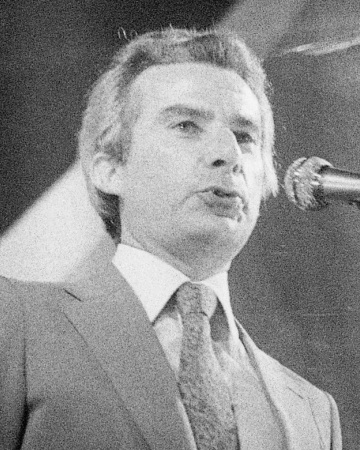
A morte e o funeral de Francisco Sá Carneiro foram amplamente difundidas no Telejornal.

Nos anos 80, o noticiário, apresentado inúmeras vezes por Lopes Araújo, Mário Crespo, Carlos Fino, Manuel Meneses e Dina Aguiar passa a transmitir coberturas históricas, como a morte e funeral de Sá Carneiro, em 1980, a entrada de Portugal a CEE, em 1985 o acidente ferroviário em Alcafache, o incêndio no Chiado em 1988, entre outros.
Em setembro de 1980, aquando da campanha eleitoral para as eleições legislativas, o então Presidente do Conselho de Administração da RTP, Daniel Proença de Carvalho, fez um despacho extraordinário, em que impede a RTP de fazer a cobertura eleitoral. Em resposta, os jornalistas da RTP entraram em greve durante dois dias, a primeira praticada por jornalistas da televisão, na qual, na RTP2, toda a redação aderiu à greve, o que conduziu à apresentação de duas das emissões da Informação/2, apresentadas em duração reduzida e sem peças por Henrique Garcia, como sendo o "telejornal dos jornalistas da RTP em greve pelo direito de informar". O despacho acabou por ser revogado, e a campanha eleitoral foi cobrida.
A 21 de março de 1983, o formato sofreu uma mudança, alargando o seu período de emissão para 1 hora (em comparação com os trinta minutos anteriores), com a introdução de comentadores especializados e a primeira meia hora do programa sendo constituída por noticiário regional, com ligações diretas aos estúdios da Madeira, Açores e Porto. A adesão de Portugal na CEE também motivou a emissão do primeiro Telejornal em direto do estrangeiro, nomeadamente de Estrasburgo, a 18 de junho de 1987.
As FP-25 de abril viriam a ser, em 1985, um dos principais meios de polémica do Telejornal, em que uma conferência de imprensa feita de forma clandestina e transmitida no Telejornal, levou o Ministério Público a levar a tribunal Manolo Bello, Carlos Fino e outros jornalistas por "apologia do terrorismo". Acabariam por ser absolvidos.
Em 30 de junho de 1986, a informação da RTP mudou-se para o Centro de Emissão, na Avenida 5 de Outubro, com mudanças no formato do Telejornal já tendo lugar meses antes: a reintrodução de dois apresentadores para notícias gerais, e um terceiro para notícias do desporto, bem como as edições de sábado passando a serem mais alargadas e contendo a revista da semana. Nesse mesmo ano, o Telejornal deixou de ser exibido diariamente, substituído pelas edições de fim de semana Jornal de Sábado e o Jornal de Domingo, que viriam a terminar em 1994.
A década de 80 terminou com a Queda do Muro de Berlim, em 1989, e com os eventos que se sucederam, acompanhados por Carlos Fino, que, como correspondente em Moscovo, relatou as revoluções que tiveram lugar nos países dominados pela União Soviética, como a Revolução de Veludo, na Checoslováquia, e as primeiras eleições livres na Alemanha Oriental, em 1990, assim como a desintegração da própria URSS, em 1991.

### Anos 90
Judite de Sousa, Manuela Moura Guedes (até 1994), Artur Albarran e José Rodrigues dos Santos, que deixa o 24 Horas, passam a ser apresentadores principais do Telejornal em 1991. O noticiário (agora com apenas uma edição por dia) ganha novas régies, imagem e novo estúdio, que mostravam televisores em fundo, com o horário a consolidar-se às 20 horas, que se mantém até hoje.

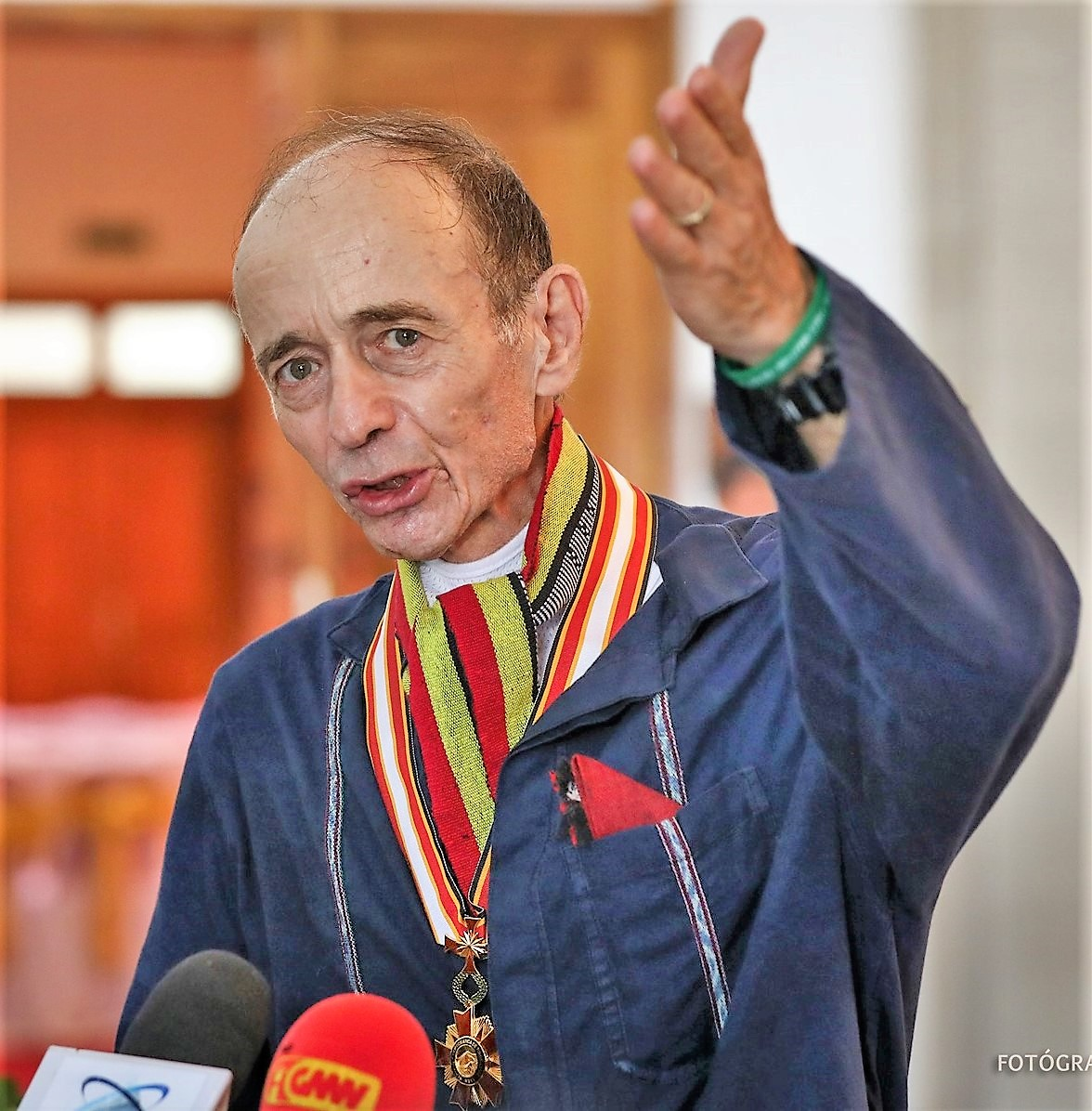
As imagens recolhidas por Max Stahl do Massacre de Santa Cruz foram amplamente difundidas, e consideradas como um ponto de viragem para a perceção da opinião pública dos abusos de direitos humanos vividos em Timor-Leste sob ocupação indonésia.

Nos anos 90, transmitiu coberturas históricas, como a Guerra do Golfo (transmitido numa emissão especial do 24 Horas), que popularizaram José Rodrigues dos Santos e Nuno Rogeiro; o massacre de Santa Cruz no Timor-Leste, cujas imagens captadas por Max Stahl foram decisivas para consciencializar a opinião pública mundial para a opressão vivida em Timor-Leste, e a viagem da Lusitânia Expresso que se seguiu; a presidência portuguesa da Comunidade Europeia e o Tratado de Maastricht, em 1992, o reacender da Guerra Civil de Angola; os conflitos armados na Chechénia e no Ruanda; o bloqueio da Ponte 25 de Abril, em 1994; a descoberta de gravuras rupestres no Vale do Côa, em 1994; a morte da Princesa Diana, em 1997; a Expo 98; a atribuição do Nobel da Literatura a José Saramago; o referendo de Timor-Leste, e a morte de Amália Rodrigues, em 1999, entre outros. No início de 1997, Judite de Sousa desentendeu-se com a produção do diário, foi comandar o Jornal da Tarde e ficou na apresentação José Rodrigues dos Santos e Clara de Sousa num breve período. Por esta altura, e até 2002, Fátima Campos Ferreira passa também a apresentar o espaço informativo da RTP.
O século XX terminou com uma nova renovação do Telejornal, com um novo estúdio e uma nova imagem, feita em parceria com a BBC Broadcast (atual Red Bee Media), e com um pivot específico para apresentar as novidades do desporto, como Cecília Carmo e Laura Santos. Esta figura viria a desaparecer em 2002.

### Século XXI
O século XXI começou com a notícia insólita de um homem, chamado Manuel Subtil, que se barricou na sede da RTP, exigindo uma indemnização à RTP e afirmando que se suicidaria. Acabou por se entregar horas depois e condenado a quatro anos de prisão com pena suspensa, sendo o caso notícia de abertura em todos os canais.
Esse mesmo ano ficou marcado com a cobertura jornalística de duas tragedias. A primeira foi a queda da Ponte de Entre os Rios, em março de 2001, na qual a cobertura feita pelas televisões foi considerada polémica, pelo excesso de sensacionalismo, chegando ao ponto do então Ministro da Educação, Guilherme d'Oliveira Martins, contactar as televisões pedindo-lhes "contenção", nomeadamente sobre as horas de emissão nas semanas seguintes à tragédia e o funeral das vítimas. A segunda foram os atentados do 11 de setembro, às torres do World Trade Center, tendo as primeiras imagens sido transmitidas no Jornal da Tarde, via CNN.
Em 28 de janeiro de 2002, José Alberto Carvalho deixa a SIC para apresentar o noticiário com José Rodrigues dos Santos, ao mesmo tempo que o Telejornal estreou um novo estúdio, com a redação a voltar a ter lugar na emissão, atrás da mesa do noticiário. Foi com este estúdio que a RTP foi a primeira televisão do mundo a anunciar o início da Guerra do Iraque, em 2003, na voz do correspondente da RTP em Bagdade, Carlos Fino e Nuno Patrício. A equipa da RTP acabaria por ser assaltada e atacada por um grupo de homens armados, semanas depois do início da guerra.
Ainda no ano anterior, em 2002, o Escândalo da Casa Pia tornou-se na principal notícia do ano, à medida que eram revelados os suspeitos por crimes de pedofilia, que culminaria na leitura da sentença, em 2010.
Em 31 de março de 2004, o Telejornal ganhou um novo estúdio, com a transferência para as novas instalações da RTP em Cabo Ruivo. Entretanto, Judite de Sousa tinha voltado a apresentar o Telejornal ao fim-de-semana.
Em 26 de maio de 2008, o Telejornal ganha novo genérico e novo cenário. Em simultâneo, passa também a ter a apresentação de João Adelino Faria, que tinha deixado recentemente a SIC Notícias. Com este grafismo, o Telejornal comemorou os seus 50 anos, em 2009 com uma emissão especial, que incluiu a visita de antigos pivots, como Manuel Caetano, Dina Aguiar, Maria Elisa Domingues, entre outros. No âmbito dessa comemoração, a RTP lançou no seu site oficial e na plataforma MEO o serviço "O Meu Telejornal", em que os espetadores podiam criar os seus próprios noticiários com as reportagens que quisessem ver no site oficial.
Em 25 de fevereiro de 2011, foi anunciada a saída de José Alberto Carvalho e de Judite de Sousa para a TVI, deixando os seus cargos de pivôs do Telejornal. José Rodrigues dos Santos e João Adelino Faria passam a apresentar alternadamente o Telejornal. A partir de meados de 2011, Cristina Esteves passou a apresentar o espaço ao fim-de-semana, que ganhou um novo genérico e novo cenário a 19 de setembro de 2011.

Logótipo do Telejornal entre 2011 e 2016.

Em 14 de janeiro de 2013, a RTP, decidiu encurtar o Telejornal em 15 minutos, ficando reduzindo a 45 minutos, sendo acrescentado um espaço de análise da principal notícia do dia: o 360º. A apresentação do Telejornal e do 360º fica a cargo de José Rodrigues dos Santos e de João Adelino Faria, durante a semana. Ao fim-de-semana, o Telejornal retomava os 60 minutos, com a apresentação de Cristina Esteves, que viria a sair em 2018.
Em Setembro de 2013, a RTP recuou e aumentou o Telejornal para 75 minutos, eliminado os informativos das 21h00. Os comentários semanais de José Sócrates e de Nuno Morais Sarmento passam igualmente para o interior do Telejornal, deixando de ser autónomos. Porém, a partir de Setembro de 2014, os comentários ganham de novo autonomia e deixam o Telejornal, sendo este reduzido para 60 minutos de duração. José Rodrigues dos Santos e João Adelino Faria continuam a alternar semanalmente a apresentação do programa mais antigo da televisão portuguesa.
Em 7 de março de 2016, dia em que a RTP comemorou 59 anos, o Telejornal ganha um novo genérico e um novo cenário, inspirado nos grafismos da RTP3, o canal de notícias da RTP. Em 2018, o Telejornal e o Jornal da Tarde passaram a ser emitidos em simultâneo na RTP3, que terminaram em março de 2019.
A 18 de outubro de 2019, o Telejornal emitiu uma emissão especial comemorativa dos 60 anos, que incluiu testemunhos de antigos pivots e a estreia de uma nova sonoridade para o genérico, da autoria da Orquestra do Teatro Nacional de São Carlos, conduzida por Joana Carneiro.
Durante a década de 2010, os principais acontecimentos que foram cobridos foram o temporal na Madeira, em 2010; a Primavera Árabe, na qual Márcia Rodrigues teve um papel importante como correspondente da RTP na cobertura dos acontecimentos; as manifestações de 15 de setembro de 2012, contra as medidas de austeridade; a demissão "irrevogável" de Paulo Portas, em 2013; e os incêndios de Pedrógão Grande, em 2017.

### Atualidade
A década de 2020 começou com uma das notícias que viria a marcar a década: a pandemia da COVID-19, cujos desenvolvimentos foram largamente desenvolvidos no Telejornal, através de edições especiais apresentados por Fátima Campos Ferreira, de onde se destacam as entrevistas feitas a António Ramalho Eanes e à então Ministra da Saúde Marta Temido.
Em 2021, o Telejornal recebeu o reforço de Ana Lourenço, que passou a apresentar o Telejornal aos fins de semana, com José Rodrigues dos Santos a tornar-se o pivot europeu à mais tempo no ar, com 30 anos de emissões de Telejornal. Nesse ano, em outubro, estrearam novos cenários e um novo genérico, concebidos em cooperação entre a RTP e a Itsanashow Creative Studio, coincidindo com os 20 anos da RTP3, que se mantêm até hoje. Com este novo cenário, acontecimentos como o chumbo do Orçamento do Estado, em 2021, invasão da Ucrânia por parte da Rússia, a morte de Isabel II do Reino Unido, em 2022, entre outros.
A 18 de outubro de 2024, foram comemorados os 65 anos do Telejornal, com uma emissão especial de 1h30, e um novo arranjo do genérico, da autoria da dupla Beatbombers (DJ Ride e Stereossauro), assim como um ciclo de talks sobre as histórias da história do noticiário.
Nas audiências, o Telejornal tem vindo a oscilar entre o segundo lugar e o terceiro, conseguindo, por vezes, o primeiro, contra o Jornal da Noite da SIC, e o Jornal Nacional da TVI.

## Estrutura
A estrutura do Telejornal é dividida em várias áreas editoriais, como Política Nacional, Sociedade (saúde, criminalidade, tribunais, sindicalismo, entre outros), Desporto, Informação Internacional, Cultura e Economia, divisão essa que se reflete na organização dos alinhamentos das emissões, com cada notícia a ter uma duração média de 1 minuto e meio de emissão.
O alinhamento dos telejornais é decidido em reunião prévia entre os diretores de informação e os editores das várias áreas. Ao mesmo tempo, as equipas de reportagem são enviadas para cobrirem os mais variados acontecimentos, onde recolhem imagens para redigirem as notícias que vão para o ar na emissão. A decisão sobre a notícia de abertura cabe ao coordenador do Telejornal.
De acordo com um estudo produzido em 2014, os temas editoriais do Telejornal estavam divididos da seguinte maneira: Sociedade (38,2%), Internacional (17,8%), Economia (16,9%), Política Nacional (16,1%), Desporto (9,7%) e Cultura (1,4%).

## Emissões especiais
Para além da apresentação em estúdio, o Telejornal também é transmitido, extraordinariamente, no exterior, quando tal se considera oportuno, como no Dia de Portugal, de Camões e das Comunidades Portuguesas.
O primeiro Telejornal em direto do estrangeiro, teve lugar em Estrasburgo, a 18 de junho de 1987.
Nos 100 anos do nascimento de José Saramago, a 16 de novembro de 2022, o Telejornal, assim como o Jornal da Tarde, foi emitido em direto de Azinhaga, na Golegã, onde nasceu.
Durante as Jornada Mundial da Juventude de 2023, os noticiários, incluindo o Telejornal, entre 31 de julho e 6 de agosto foram emitidos em direto do Parque Eduardo VII e do Parque Tejo.
Nas comemorações dos 50 anos do 25 de abril, o Telejornal foi emitido em direto da Escola Prática de Cavalaria de Santarém.

## Apresentadores

### Atuais Apresentadores
| Anos          | Apresentador              | Dias           |
| ------------- | ------------------------- | -------------- |
| 1991-presente | José Rodrigues dos Santos | Diariamente    |
| 2008-presente | João Adelino Faria        | Diariamente    |
| 2021-presente | Ana Lourenço              | Fins-de-semana |
| 2023-presente | Cristiana Freitas         | Ocasionalmente |

### Antigos Apresentadores
- Fernando Balsinha
- Adriano Cerqueira
- Carlos Blanco
- Carlos Cruz
- Pedro Moutinho
- José Fialho Gouveia
- Henrique Mendes
- Isabel Wolmar[46][47][48][49][50]
- Maria Fernanda
- Maria Margarida
- Manuela Paulino
- Maria Elisa Domingues
- José Côrte-Real
- José Eduardo Moniz
- Manuela Moura Guedes
- Raul Durão
- Dina Aguiar
- Amadeu de Freitas
- Fátima Campos Ferreira
- Judite de Sousa
- José Alberto Carvalho
- Carlos Daniel
- António Esteves
- João Tomé de Carvalho
- Alberta Marques Fernandes
- Joaquim Amaral Marques
- Joaquim Furtado
- António Santos
- José Gabriel Viegas
- Teresa Cruz
- Paula Magalhães
- Hélder Freire
- Hélder de Sousa
- Luís Pereira de Sousa
- Manuel Freire
- Carlos Fino
- Manuel Meneses
- José Alberto de Sousa
- José Cândido de Sousa
- Luís Pinto Enes
- Jorge Nuno Oliveira
- Pedro Varanda de Castro
- Fernanda Bizarro
- Artur Albarran
- Pedro Luís de Castro
- Ribeiro Soares
- Carlos Pinto Coelho
- José Lopes de Araújo

#### Apresentadores de desporto
- Rodrigo Guedes de Carvalho (notícias desportivas)[207]
- Cecília Carmo[141]
- Laura Santos[141]
- Rui Tovar
- Manuel Freire
- Carlos Blanco
- Bessa Tavares
- Pedro Mariano
- José Pinto
- Ribeirão Cristovão
- Nuno Santos
- Mário Rui de Castro

## Coordenadores do Telejornal
| Nome                                                          | Início do mandato     | Fim do mandato       |
| ------------------------------------------------------------- | --------------------- | -------------------- |
| Vasco Hogan Teves                                             | 19 de outubro de 1959 | ?                    |
| Manuel Figueira                                               | ?                     | 1963                 |
| Manuel Maria Múrias                                           | 1963                  | 1968                 |
| Vasco Hogan Teves                                             | 1971                  | Abril de 1974        |
| António Borga                                                 | Outubro de 1974       | Novembro de 1975     |
| José Gabriel Viegas                                           | 1975                  | 1976                 |
| Adriano Cerqueira                                             | 1976                  | 1978                 |
| José Eduardo Moniz                                            | 1978                  | 1980                 |
| Fernando Balsinha                                             | 1980                  | 1981                 |
| Joaquim Amaral Marques                                        | Fevereiro de 1981     | Agosto de 1981       |
| Manuel Ricardo Ferreira                                       | 1981                  | 1983                 |
| João Moreira de Almeida                                       | Janeiro de 1983       | 1983                 |
| José Lopes de Araújo                                          | 1983                  | 1984                 |
| José Cândido de Sousa                                         | 1984                  | 1985                 |
| Henrique Garcia, Jorge Nuno Oliveira e José Solano de Almeida | Janeiro de 1985       | 1986                 |
| João Moreira de Almeida                                       | 1986                  | 1986                 |
| Henrique Garcia e Gualdino Paredes                            | 1986                  | 1987                 |
| José Alberto de Sousa                                         | 1988                  | Janeiro de 1990      |
| Adília Godinho                                                | ?                     | 2019                 |
| Florbela Godinho                                              | 2019                  | 31 de agosto de 2019 |
| Fátima Silva                                                  | 1 de setembro de 2019 | Presente             |

## Reconhecimentos
| Ano  | Prémio               | Categoria                         | Destinatários e nomeados  | Resultado | Ref.    |
| ---- | -------------------- | --------------------------------- | ------------------------- | --------- | ------- |
| 2003 | Globos de Ouro       | Melhor Programa de Informação     | Telejornal                | Venceu    |         |
| 2003 | Globos de Ouro       | Melhor Apresentador de Informação | José Alberto Carvalho     | Venceu    |         |
| 2004 | Globos de Ouro       | Melhor Programa de Informação     | Telejornal                | Venceu    | [ 216 ] |
| 2004 | Globos de Ouro       | Melhor Apresentador de Informação | José Alberto Carvalho     | Venceu    | [ 216 ] |
| 2010 | Troféus de Televisão | Melhor Programa de Informação     | Telejornal                | Indicado  | [ 217 ] |
| 2010 | Troféus de Televisão | Melhor Jornalista/Apresentador    | José Rodrigues dos Santos | Venceu    | [ 217 ] |
| 2013 | Troféus de Televisão | Melhor Programa de Informação     | Telejornal                | Indicado  | [ 218 ] |
| 2013 | Troféus de Televisão | Melhor Jornalista/Apresentador    | José Rodrigues dos Santos | Indicado  | [ 218 ] |
| 2014 | Troféus de Televisão | Melhor Programa de Informação     | Telejornal                | Indicado  | [ 219 ] |
| 2014 | Troféus de Televisão | Melhor Jornalista/Apresentador    | João Adelino Faria        | Indicado  | [ 219 ] |
| 2015 | Troféus de Televisão | Melhor Jornalista/Apresentadora   | Cristina Esteves          | Venceu    | [ 220 ] |
| 2016 | Troféus de Televisão | Melhor Programa de Informação     | Telejornal                | Indicado  | [ 221 ] |
| 2016 | Troféus de Televisão | Melhor Jornalista/Apresentadora   | Cristina Esteves          | Indicado  | [ 221 ] |
| 2017 | Troféus de Televisão | Melhor Programa de Informação     | Telejornal                | Indicado  | [ 222 ] |
| 2017 | Troféus de Televisão | Melhor Jornalista/Apresentadora   | Cristina Esteves          | Indicado  | [ 222 ] |
| 2018 | Troféus de Televisão | Melhor Jornalista/Apresentadora   | Cristina Esteves          | Indicado  | [ 223 ] |
| 2019 | Troféus Impala       | Melhor Jornalista/Apresentadora   | Cristina Esteves          | Indicado  |         |
| 2021 | Troféus Impala       | Melhor Programa de Informação     | Telejornal                | Indicado  | [ 224 ] |
| 2021 | Troféus Impala       | Melhor Jornalista/Apresentador    | José Rodrigues dos Santos | Indicado  | [ 224 ] |

## Impacto na cultura popular
Em junho de 2023, José Rodrigues dos Santos viralizou na Internet, ao anunciar a morte dos ocupantes do OceanGate Titan, por ter começado a edição do Telejornal de 22 de junho de 2023 dizendo, de forma dramática e pausada: "Boa tarde. Morreram... todos!" A frase inspirou inúmeros memes e piadas. Foi também incluída numa atuação do grupo português de música eletrónica Karetus, durante um espetáculo no Entroncamento.

## Logótipos

1959 - 1961
19 de setembro de 2011 - 6 de março de 2016
7 de março de 2016 - 18 de outubro de 2019
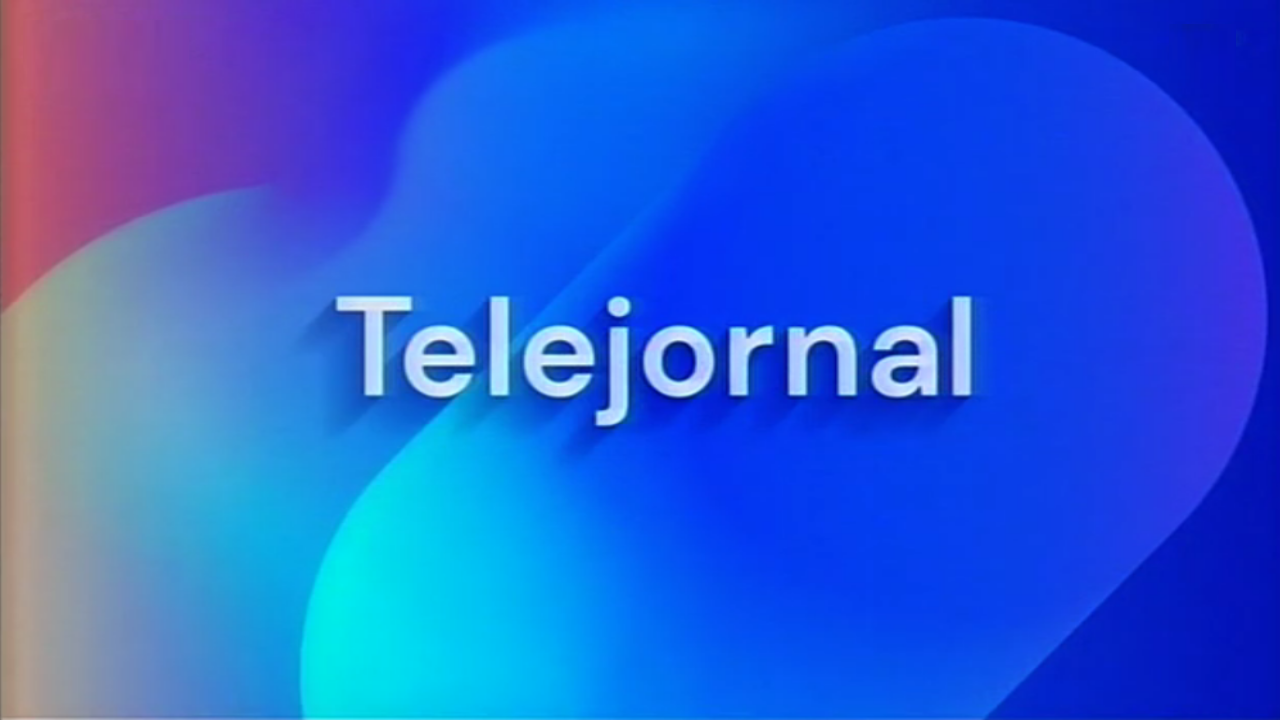
19 de outubro de 2019 - 24 de outubro de 2021
25 de outubro de 2021 - presente